# Caradrina obscura
Caradrina obscura är en fjärilsart som beskrevs av Tutt 1891. Caradrina obscura ingår i släktet Caradrina och familjen nattflyn. Inga underarter finns listade i Catalogue of Life.